# カルロス・コロマ・ニコラス
カルロス・コロマ・ニコラス（スペイン語: Carlos Coloma Nicolás、1981年9月28日 - ）は、スペイン・ログローニョ県ログローニョ出身の自転車競技（マウンテンバイク・クロスカントリー(XC)）選手。

## オリンピックでの競技成績
2008年の北京オリンピックでは男子クロスカントリーで28位となった。2012年のロンドンオリンピックでは男子クロスカントリーで6位に入賞した。2016年のリオデジャネイロオリンピックでは男子クロスカントリーで銅メダルを獲得した。
| 年   | 大会                         | 種目                 | 順位 |
| ---- | ---------------------------- | -------------------- | ---- |
| 2008 | 北京オリンピック             | 男子クロスカントリー | 28   |
| 2012 | ロンドンオリンピック         | 男子クロスカントリー | 6    |
| 2016 | リオデジャネイロオリンピック | 男子クロスカントリー | 3    |

## 主要大会結果
2016年
 リオデジャネイロオリンピック・クロスカントリー 3位
 スペインマウンテンバイク選手権 優勝
2012年
ロンドンオリンピック・クロスカントリー 6位
2008年
北京オリンピック・クロスカントリー 28位
2005年
 スペインマウンテンバイク選手権 優勝
2003年
 ヨーロッパマウンテンバイク選手権 23歳以下部門2位
 ヨーロッパマウンテンバイク選手権 混合リレー3位
2001年
 UCIマウンテンバイク世界選手権 混合リレー3位
1999年
 UCIマウンテンバイク世界選手権 ジュニア部門2位
 UCIマウンテンバイク世界選手権 混合リレー優勝